# Parafia Evangeline
Parafia Evangeline (ang. Evangeline Parish) – parafia cywilna w stanie Luizjana w Stanach Zjednoczonych. Obszar całkowity parafii obejmuje powierzchnię 679,62 mil2 (1 760,23 km²). Według danych z 2010 r. parafia miała 33 984 mieszkańców. Parafia powstała w 1910 roku.

## Sąsiednie parafie
- Parafia Rapides (północ)
- Parafia Avoyelles (północny wschód)
- Parafia St. Landry (wschód)
- Parafia Acadia (południe)
- Parafia Jefferson Davis (południowy zachód)
- Parafia Allen (zachód)

## Miasta
- Basile
- Mamou
- Ville Platte

## Wioski
- Chataignier
- Pine Prairie
- Reddell (CDP)
- Turkey Creek